# Donald McNeill
 William Donald "Don" McNeill, född 30 april 1918 i Chickasha, Oklahoma, USA, död 28 november 1996 var en amerikansk högerhänt tennisspelare. McNeill rankades som en av USA:s 10 bästa spelare vid 6 tillfällen perioden 1937-46, 1940 var han nummer ett. Han var som bäst världsjua (1939) men är en av de många idrottsmän som fick sin karriär beskuren på grund av det andra världskriget som innebar reducerade möjligheter att turnera. Trots det vann han 4 Grand Slam-titlar under krigsåren, varav 2 i singel och 2 i dubbel.
Don McNeill upptogs 1965 i International Tennis Hall of Fame.

## Tenniskarriären
Säsongen 1939 vann McNeill singeltiteln i Franska mästerskapen på grusbanorna vid Roland Garros genom finalseger över landsmannen och det årets världsetta Bobby Riggs (7-5, 6-0, 6-3). Han blev därmed den förste amerikanske herrsingelsegraren i den turneringen. McNeill vann också dubbeltiteln i mästerskapen tillsammans med landsmannen Charles Harris. I finalen besegrade de det legendariska franska paret Jean Borotra/Jacques Brugnon med siffrorna 4-6 6-4 6-0 2-6 10-8. I det femte och avgörande setet hade Borotra 4 matchbollar i egen serve vid ställningen 6-5. 
Säsongen därpå, 1940, vann McNeill singeltiteln i the Intercollegiate Championships och dessutom amerikanska grusmästerskapen. Han nådde också singelfinalen i Amerikanska mästerskapen genom semifinalseger över Jack Kramer. Han mötte i finalen åter Bobby Riggs, som han nu besegrade med 4-6, 6-8, 6-3, 6-3, 7-5. År 1944 vann han sin sista GS-titel genom att ta hem dubbelfinalen i Amerikanska mästerskapen tillsammans med Bob Falkenburg (besegrade Bill Talbert/Pancho Segura, 7-5, 6-4, 3-6, 6-1). 
McNeill är ende spelare som vunnit Amerikanska inomhusmästerskapen både före och efter andra världskriget (1938 och 1950).

## Spelaren och personen
Don McNeill var som spelare bekant för sin mycket effektiva backhand. Under kriget tjänstgjorde han i amerikanska flottan som underrättelseofficer. Han var på permission från sin tjänstgöring när han 1944 vann dubbeltiteln i Amerikanska mästerskapen. 
Efter avslutad tenniskarriär bosatte han i New York där han arbetade inom reklambranschen. 

## Grand Slam-titlar
- Franska mästerskapen
  - Singel - 1939
  - Dubbel -1939
- Amerikanska mästerskapen
  - Singel - 1940
  - Dubbel - 1944